# Ted Wheeler (Politiker)

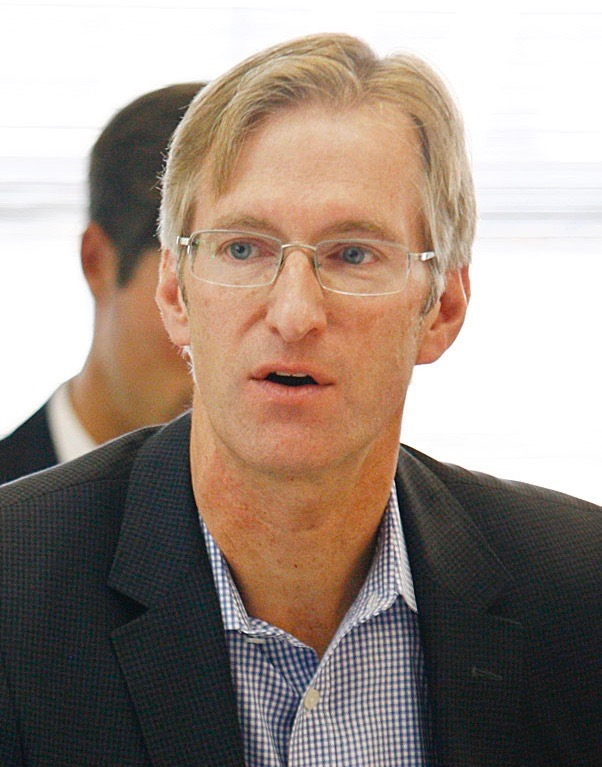
Wheeler, 2015

Edward Tevis „Ted“ Wheeler (* 31. August 1962 in Portland, Oregon) ist ein US-amerikanischer Politiker (Demokratische Partei) und Bürgermeister der Stadt Portland. Seine Familie ist in der fünften Generation in Oregon sesshaft.

## Werdegang
Er wurde in Portland (Oregon) geboren und wuchs dort auf. Dabei besuchte er dort öffentliche Schulen. Seine Jugendjahre waren vom Vietnamkrieg überschattet. Wheeler machte seinen Abschluss an der Lincoln High School. 1985 graduierte er an der Stanford University mit einem Bachelor in Wirtschaft. In den Folgejahren machte er einen Master of Business Administration an der Columbia University und einen Master of Public Policy an der Harvard University. Wheeler arbeitete für mehrere Finanzdienstleistungsunternehmen, einschließlich der Bank of America und dem Copper Mountain Trust.
Wheeler besiegte 2006 die damals amtierende Vorsitzende des Multnomah County Board of Commissioners Diane Linn und trat dann im Januar 2007 seinen neuen Posten an. Am 7. März 2010 verstarb der amtierende Treasurer of State von Oregon Ben Westlund an den Folgen von Lungenkrebs. Daraufhin ernannte der Gouverneur von Oregon Ted Kulongoski zwei Tage später Wheeler zum neuen Treasurer of State von Oregon, um die Vakanz zu füllen. Bei den demokratischen Vorwahlen am 18. Mai 2010 besiegte er seinen Parteikollegen Rick Metsger und bei der folgenden Nachwahl im November 2010 für die restliche Amtszeit von Westlund den Republikaner Chris Telfer, den Progressive Walt Brown und Michael Marsh von der Constitution Party. Die Amtszeit von Westlund hätte 2013 geendet. Wheeler gewann die Wahlen im Jahr 2012 für eine volle Amtszeit.
Im Mai 2016 gewann er die Wahl zum Bürgermeister der Stadt Portland. Er wurde dabei unterstützt von seinen Vorgängern Vera Katz, Tom Potter und Sam Adams. Er ist seit Januar 2017 Nachfolger von Charlie Hales, der nicht wieder kandidierte.
Heute lebt er mit seiner Ehefrau und seiner Tochter in Südwest-Portland (Oregon). Als Eagle Scout und begeisterter Frischluftfanatiker bestieg er 2002 den Gipfel des Mount Everest. Wheeler ist Episcopalian und besucht gelegentlich Gottesdienste in der  Trinity Episcopal Cathedral.